# Placido Troyli
Placido Troyli (né le 22 mai 1688 à Montalbano Jonico, dans l'actuelle province de Matera, alors dans le royaume de Naples et mort en 1757 à Scafati, dans l'actuelle province de Salerne, à l'époque dans le royaume de Naples) est un historien et érudit italien du XVIIIe siècle.

## Biographie
Né le 22 mai 1688 à Montalbano Jonico, il embrassa la règle de Cîteaux et prononça ses vœux dans un couvent nommé le Sagittaire, en Calabre. Appelé à la tête de cette maison, il dut se transporter à Rome pour soutenir ses droits contre les prétentions des religieux toscans, qui aspiraient au privilège de les gouverner. Tandis qu’on applaudissait au zèle de l’abbé, on apprit avec surprise qu’il venait de répandre un mémoire entièrement opposé à ses publications antérieures. Cette déloyauté, d’autant plus inexplicable qu’aucun motif connu ne l’avait provoquée, aurait eu les suites les plus funestes pour le Sagittaire, si l’autorité temporelle n’eût refusé d’enregistrer la bulle qui plaçait cette communauté sous une juridiction étrangère. En attendant, Troyli, jugé par ses frères, fut privé du titre d’abbé et expulsé du couvent. En vain demanda-t-il au Saint-Siège la révision de cet arrêt. Ses réclamations ne furent point entendues, et il lui fallut implorer comme une grâce la permission de se retirer dans une autre province. Il choisit l'abbaye de Realvalle, où il termina sa vie dans l’étude et la prière. Ayant forme le projet d’écrire l’histoire du royaume de Naples, il s’y prépara par d’immenses lectures, en mettant à contribution les anciens et les modernes, les nationaux et les étrangers, et en fouillant les vastes collections de Grævius, de Gronovius, de Burmann, de Muratori. Cet ouvrage fut attaqué par Zavarroni, Palmieri et un anonyme. Troyli se défendit contre les deux premiers ; il dédaigna ou n’osa point répondre à l’autre. Au sortir de cette querelle, il traça le plan d’une histoire ecclésiastique, qu’il eut le temps de pousser jusqu’au sixième volume. Il en légua le manuscrit au couvent de Realvalle, où il mourut en avril 1757.

## Œuvres
- Istoria generale del reame di Napoli… ; una colle prime popolazioni, costumi, leggi, polizia, uomini illustri e monarchi, Naples 1748-1754, 5 tomes en 11 volumes in-4°. Le dernier volume, outre les tables des matières, contient seize tableaux chronologiques des anciens peuples, des rois et des vice-rois du royaume de Naples.
- Dissertazione in difesa di S. Tommaso di Aquino, ibid., 1749, in-4°, contre une imputation de Summonte ;
- Risposta apologetica à Mgr. Zavarroni, vescovo di Tricarico, ibid., 1750, in-4° ;
- Digressione intorno alla briga con Zavarroni e Palmieri, dans le 4e volume. 4e partie de l’histoire ;
- Dissertazione intorno alle due pretese chiese cattedrali nella città di Napoli, ibid., 1753, in-4° ;
- Theologia positivo-scolastico-historica, ibid., 1754, 2 vol. in fol. Cet ouvrage, dont il est resté huit volumes inédits, est extrêmement rare.
- I pregiudizj che sopporta la città di Napoli sopra i beneficj ecclesiastici, che si possedono da forestieri, ibid., in-8°.